# Консульство Чембало
Консульство Чембало — адміністративно-територіальна одиниця у складі Генуезької Газарії. У середині XIV століття генуезці захопили колишнє візантійське поселення Ямболі (нині — Балаклава). Протягом 1344—1357 років тривав перехід цієї сільської округи під їхню владу. Збудувавши тут фортецю Чембало — так італійці перейняли колишню назву, — до 1357 року генуезці остаточно підкорили собі цю місцевість.
Основу економіки консульства становила торгівля зерном (мабуть, що надходили зі степових районів). Після завоювання генуезьких колоній османськими військами в 1475 році територія консульства була включена до складу Мангупського кадилику Кафинського еялета.

## Адміністрація колонії
Консул Чембало (consul Civbali) призначався «радою піклувальників» у Генуї, від імені Великої Комуни Генуї (з 1454 року, протекторами банку Святого Георгія), але безпосередньо підпорядковувався не Генуї, а Кафинському еялету; він одержував посадовий оклад 40 соммів, також він виконував обов'язки масарію та капітана (начальника гарнізону), за що отримував ще 20 соммів. «…Консул Чембало, — йдеться у статуті, — зобов'язаний коритися наказам пана консула Кафи, коли вони дозволені законом і справедливі, під загрозою втратити свою посаду». Перша згадка про консулів Чембало відноситься до 1347—1349 років, коли, за версією Бертьє-Делагарда, підтримуваної сучасними істориками, керував не тільки містом, «…але і навколишніми частинами країни».
З передачею колоній 1454 року банку святого Георгія було змінено склад консульської адміністрації. Консулу було надано повну адміністративну та юридичну владу, включаючи право смертної кари. Надалі, у зв'язку з занепадом ділової активності в чорноморському басейні та падінням доходів колонії, виникли труднощі з претендентами на посаду керівника тому правління банку доручило консулу збирати податки та розподіляти фінанси. На допомогу консулу в Чембало обирався кастелян (військовий комендант фортеці), який призначав двох субкастелянів (командувачів найманцями). У період переходу Чембало до банку святого Георгія консулами були: з 1453 по 1455 роки — Андреа Сенестрарі (виконував обов'язки два терміни); 1455 — Урбано Казана; 1456 — Франческо Ломмеліні. Весь адміністративний апарат консульства складався з 12 осіб, на утримання яких виділялося 33 048 аспрів (ще 97 100 аспрів йшло на оборонні потреби)

## Територія консульства
Територія займана консульством Чембало у XV столітті, зважаючи на постійне протистояння з князівством Феодоро, постійно піддавалася змінам і не мала усталених надовго кордонів. У окремі періоди консульство включало прибережну територію від бухти Ласпі до Каламіти. Група поселень, розташованих навколо міста, склалася ще в ранньо-візантійський період, простягнувшись на 30 км від мису Сарич до південного берега Севастопольської бухти і на 12—15 км углиб півострова: весь Гераклейський півострів, лівобережна частина Чорнорічеської долини і південна (або вся) частина Байдарської долини. У період війни 1433—1441 років частини території переходили від генуезців до Феодоро і назад, після закінчення її Гераклейський півострів з Херсонесом відійшов до Мангупа і надалі межі консульства практично не змінювалися до завоювання османськими військами в 1475 році.
В історіографії поширені три версії зовнішніх кордонів представництва. Олександр Бертьє-Делагард включав до складу Карань (Крим), Камарі, Мускомью і деяку частину Байдарської долини, східний кордон з Капітанством Готія, на думку вченого, проходила по «відрогу Головного пасма гір, що закінчується мисами Сарич і Форос». Віктор Миц південним кордоном вважав хребет Чабан-Таш, що розділяє Форос та ласпінську улоговину, на півночі — по південному березі річки Чорна, додаючи до списку Бертьє-Делагарда Байдари, Біюк-Мускомью та Хайту, розміщуючи в сільській окрузі міста дев'яти поселень. Власне кордонів представництва присвячено статтю Євгена Недєлкіна «Кордони князівства Феодоро і Генуезької республіки в Південно-Західній Тавриці». Розвиваючи висновки Володимир Кирилко та Володимир Мица про прикордонні замки-ісари, вчений вважає укріплення Загайтанське, Чоргунське, Кала-Фатлар, Камара Ісар та Чоргунську вежу належали Феодоро, а до володінь консульства відносить тільки селище Кадикой.